# 滇藩司钞

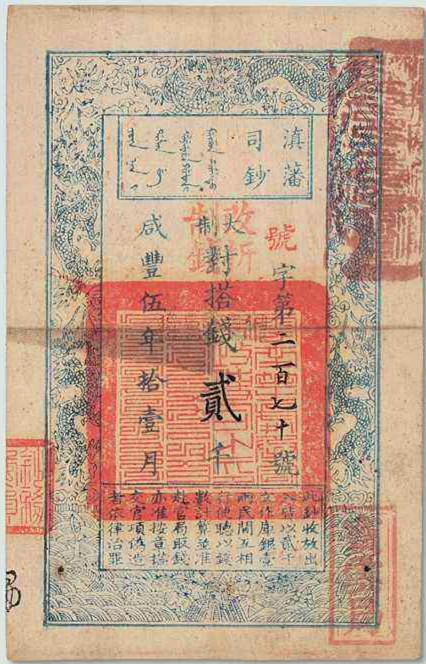
马定祥旧藏咸丰五年滇藩司钞贰千文

滇藩司钞是清朝咸丰年间在云南等处承宣布政使司发行的一种地方纸币，以制钱为单位，属制钱系统的钱钞。该币是云南地区最早由官方印发的地方纸币，存世极少，《云南纸币》称仅见4枚。

## 历史
清朝咸丰三年（1853年），发行户部官票和大清宝钞两种纸币。咸丰四年（1854年），两种纸币运至云南10万两，在省城昆明发行，规定可在缴纳地丁钱粮、官税、盐课等时与铜钱、银两搭用。同年（1854年），经云贵总督罗绕典、云南巡抚吳振棫奏请，在昆明城西门内钱局街设立钞务局。由于户部官票和大清宝钞两种纸币均在北京印制，不能及时运到云南，咸丰五年（1855年）云南等处承宣布政使司所属云南钞务局开始印制发行本地纸币“滇藩司钞”，“藩司”在清代是承宣布政使司的别称，“滇藩司”也就是云南等处承宣布政使司的别称:48:1106。
滇藩司钞是云南地区最早由官方印发的地方纸币，为皮棉纸单面印制，各面值钞版规格相同，长约27厘米、宽约17厘米。票面四周为龙水纹图案边框，边框内为上中下三栏文字。框内上栏另有一框，框内为满、汉双文“滇藩司鈔”钞名。框内中栏中央为面额“大制對搭錢○○千”字样，“大制”二字为横书，其他字为直书，“大制對搭”指兑现时大钱、制钱各半，○○处为大写面值，以黑戳盖印；据《云南历史货币》记载，滇藩司钞最初有200文、2千文两种，后增发5千文、20千文、50千文和100千文等面额:31，实际已发现的有“貳千”、“叁千”和“貳拾千”三种面额。面额右下为编号“○字第×号”，○处为以红戳盖印的冠号，根据存世实物推断冠号采用千字文排序，×处为以黑色毛笔填写的编号；面额左下印有“咸豐伍年拾壹月”；框内下栏有文字：“此钞收放出入，皆以贰千文作库银壹两，民间互相行使，听以钱数计算，并准赴官局取钱，亦准按章搭交官项，伪造者依律治罪。”:48-49
滇藩司钞钤满汉文“云南等处承宣布政使司之印”压数章，为方形朱印，左下方钤“钞务局章”骑缝章及黑色花押，右上方钤“滇藩司钞厅关防”骑缝章，右下角钤“宝云局”单位章，官印上方加盖“改折制錢”声明章:48。萧明华推测钞务局为宝云局下属机构，《云南纸币的“恩怨情仇”》一文认为钞务局为印制机构，而宝云局为发行机构。

## 存世实物
滇藩司钞存世极少，《云南纸币》称仅见4枚:49。
| 面额   | 编号               | 实际票幅    | 说明                                                             | 来源         |
| ------ | ------------------ | ----------- | ---------------------------------------------------------------- | ------------ |
| 贰千   | 號字第二百七十號   | 261mm×165mm | “號”为千字文第50个字。马定祥旧藏，曾在中国嘉德2006春季拍卖会拍卖 | :50:1107     |
| 贰千   | 號字第二百四十二號 | 27cm×17cm   | “號”为千字文第50个字。云南省博物馆藏品                           | :284         |
| 叁千   | 水字第七十七號     | 266mm×165mm | “水”为千字文第44个字。该币曾于首都博物馆2009年中国历代纸币展展出 | :51:1108     |
| 貳拾千 | 致字第一百九十三號 | 265mm×169mm | “致”为千字文第35个字。云南省博物馆藏品                           | :52:285:1109 |

## 相关
2009年11月17日，滇藩司钞咸丰伍年叁仟文纸币被中国社会科学院、中国钱币学会和国家文物鉴定委员会专家评选为“中国历代纸币展最具历史价值十张纸币”之一。

## 备注
1. ↑  宝云局设于顺治十七年（1660年），为云南布政使司所属的专管钱币制造的机构[4]
2. ↑  未注明来源的票幅参数来自《云南纸币》[1]:49
3. ↑  《咸丰泉汇》记载票幅为“274mm×172mm”
4. ↑  《咸丰泉汇》记载票幅为“270mm×169mm”